# CE Волопаса
CE Волопаса (лат. CE Boötis) — тройная звезда в созвездии Волопаса на расстоянии приблизительно 32,4 световых лет (около 9,93 парсеков) от Солнца. Возраст звезды определён как около 130 млн лет.

## Характеристики
Первый компонент (CCDM J14545+1606A) — красный карлик, эруптивная переменная звезда типа UV Кита (UV) спектрального класса M2Ve, или M2,5V, или M3V, или M2*. Видимая звёздная величина звезды — от +11,68m до +11,35m. Масса — около 0,48 солнечной, радиус — около 0,43 солнечной, светимость — около 0,038 солнечной. Эффективная температура — около 3806 K.
Второй компонент (WDS J14545+1606Ba) — красный карлик спектрального класса M8Ve, или M8,5. Видимая звёздная величина звезды — +16m. Масса — около 0,09 солнечной. Эффективная температура — около 3702 K. Удалён на 5,2 угловых секунды.
Третий компонент (WDS J14545+1606Bb) — красный карлик спектрального класса M9*. Видимая звёздная величина звезды — +16,4m. Масса — около 0,08 солнечной. Орбитальный период вокруг второго компонента — около 2,4 года. Удалён от второго компонента на 0,1 угловой секунды.

## Планетная система
В 2019 году учёными, анализирующими данные проектов HIPPARCOS и Gaia, у звезды обнаружена планета.